# La puttana del re
La puttana del re (La putain du roi) è un film drammatico sentimentale del 1990 diretto da Axel Corti.

## Trama
Jeanne de Luynes è l'ultima figlia del duca di Luynes, un nobile in rovina. Le sue due sorelle, che non potevano essere munite della dote per il matrimonio, andarono in convento. Ma Jeanne è molto bella e sposa il giovane conte di Verrua, ciambellano del re di Piemonte. Lei va con lui a Torino ed è sinceramente innamorata. A corte, viene presentata al re Vittorio Amedeo II di Savoia. La sua indipendenza, la sua freschezza seducono il monarca che decide di conquistarla, anche se aspetta un bambino. Tiene lontano il marito, minaccia la sua famiglia. Tutto vano: Jeanne è fedele e si rifiuta, ma il re non desiste dai suoi propositi.
Tutti incoraggiano Jeanne a cedere al re, compresi i suoceri, la regina e i sacerdoti, ma lei continua a non cedere. Quando un giorno, al rientro del marito, Jeanne capisce che anche lui, per obbedienza e codardia, acconsente a farla andare a letto con il re, disperata, alla fine si arrende e cede. Inizia una burrascosa storia d'amore. Jeanne decide di far soffrire il monarca e di vendicarsi del marito, al quale chiede che lavori di nuovo a corte e testimoni della sua relazione, e anche della condotta dei suoceri, che ha bandito dal regno.
Il re vuole ancora conquistare il cuore di Jeanne, ma i suoi tentativi non hanno successo. Jeanne gli dona solo il suo corpo, ma un giorno si ammala di vaiolo. Il re, a quel punto, dimostra un'ammirevole devozione. Abbandona la guerra che stava conducendo e torna in Piemonte al Castello di Rivoli dove, a dispetto del contagio, dopo aver trovato tutte le porte chiuse e un'iniziale e per lui insopportabile rifiuto, dedica tutto il suo tempo alla donna riuscendo a guarirla. Jeanne è commossa, ma non vuole ancora riconoscere l'amore che prova per il monarca. Aiutata dal fratello, fugge. Ma lontana dal re, scopre di essere innamorata di lui e torna in Piemonte trovandolo gravemente ferito, incapace di governare e costretto a lasciare il trono al figlio. Finisce per confessargli il suo amore, ma è troppo tardi. Il re la prega di andarsene perché non può più proteggerla dal figlio che vuole vendicarsi di lei.

## Produzione
Il film venne girato negli studi di Cinecittà con esterni a Torino. Durante la lavorazione ebbe i titoli provvisori La donna del re e La favorita del re. È l'ultimo film interpretato da Lea Padovani e Marne Maitland.

## Distribuzione
Presentato al Festival di Cannes del 1990, in Francia venne distribuito col titolo La putain du roi in una versione ridotta a 127 minuti, in Gran Bretagna come The King's Whore. Negli Stati Uniti, originariamente scelto per la distribuzione dalla Miramax Films, alla fine non uscì nelle sale: venne proiettato soltanto in vari festival cinematografici.
Nel 1993 venne pubblicato in videocassetta per il mercato statunitense dalla Vidmark Entertainment e in Canada dalla C/FP Video. Nel 2002 venne pubblicato in DVD dalla Platinum Disc e, in Italia, dalla General Video.